# Cinema d'acció de Hong Kong
El cinema d'acció de Hong Kong és la font principal de fama global de la indústria cinematogràfica de Hong Kong. Combina elements de la pel·lícula d'acció, provenents de Hollywood, narració xinesa, tradicions estètiques i tècniques cinematogràfiques, per crear una forma culturalment diferent que no obstant això té una ampla apel·lació transcultural. En aquests darrers anys, el flux s'ha invertit una mica, amb el cinema d'acció americà i europeu influït per les convencions de gènere del de Hong Kong.
Les primeres pel·lícules d'acció de Hong Kong afavorien l'estil wuxia, emfatitzant el misticisme i el combat amb espases, però aquesta tendència va ser políticament suprimida en la dècada del 1930 i va ser reemplaçada per les pel·lícules de kung fu que mostraven arts marcials, sovint amb l'heroi folk Wong Fei Hung. Els canvis culturals de la post-guerra van conduir a una segona ona de pel·lícules wuxia amb alta violència acrobàtica, seguida per l'aparició de pel·lícules kung fu més amargues per les quals l'estudi Shaw Brothers fou conegut.
La dècada del 1970 va veure una resurgència en pel·lícules de kung fu durant l'efímer auge de popularitat de Bruce Lee. Va ser succeït per Jackie Chan els anys 80—qui va popularitzar l'ús de la comèdia, stunts perillosos, i la posada en escena en espais urbans moderns en pel·lícules d'acció—i per Jet Li, les habilitats wushu autèntiques del qual van apel·lar tant a audiències orientals com occidentals. La feina innovadora de directors i productors com Tsui Hark i John Woo va introduir encara més varietat al gènere. L'èxode de moltes figures davanteres a Hollywood els anys 90 va coincidir amb una baixada en la indústria.